# 路摸思
路摸思（英語：Lumos）是一家英國慈善機構，由J·K·羅琳成立，名字取自《哈利波特》小說中的魔法符咒「路摸思」（用於點亮魔杖），致力於幫助全球各地生活在孤兒院裡的幾百萬名兒童。

## 歷史
多年前，J·K·羅琳偶然見到報上一張東歐地區孤兒院的兒童被關在雞籠裡的照片，對此深感震撼。2005年，她與英國國會議員艾瑪·尼科爾森共同建立一個幫助弱勢兒童的慈善機構「Children's High Level Group」。羅琳的作品《吟遊詩人皮陀故事集》於2008年出版，其銷售額全數捐給該組織。
2010年擴大組織，並更名為「路摸思」。羅琳說她喜歡路摸思這個咒語的意象：「在黑暗中帶來一道亮光」。2017年，羅琳接受CNN專訪時表示，路摸思已成功使摩爾多瓦8成以上的孤兒院關門；而她的最終目標是讓全球的兒童收容中心在2050年前去機構化，如此一來可避免人口販賣和斂財等問題。

## 外部連結
- 官方网站（英文）